# Chouxia bijugata
Chouxia bijugata là một loài thực vật có hoa trong họ Bồ hòn. Loài này được G.E.Schatz, Gereau & Lowry mô tả khoa học đầu tiên năm 1999.